# تایرن (نیویورک)
تایرن، نیویورک (به انگلیسی: Tyrone, New York) یک منطقهٔ مسکونی در ایالات متحده آمریکا است که در Schuyler County واقع شده‌است.

## خصوصیات
تایرن ۱۰۲٫۶ کیلومترمربع مساحت و ۱٬۷۱۴ نفر جمعیت دارد و ۵۱۵ متر بالاتر از سطح دریا واقع شده‌است.